# 西浦町 (愛知県知多郡)
西浦町（にしうらちょう）は、愛知県知多郡にかつて存在した町。
現在の常滑市南部。南陵地区の北部に該当する。

## 歴史
- 江戸時代、この地域は尾張藩領であった。
- 1878年（明治11年） - 樽水村と西阿野村が合併し、佐合村となる。
- 1883年（明治16年） -
  - 中橋村が檜原村、熊野村、古場村、苅屋村に分立する。
  - 佐合村が樽水村と西阿野村に分立する。
- 1906年（明治39年）5月1日 - 樽水村、西阿野村、苅屋村、古場村が合併し、枳豆志村（きずしむら）[3]となる。
- 1911年（明治44年）12月10日 - 町制施行及び改称し、西浦町となる。
- 1954年（昭和29年）4月1日 - 常滑町、大野町、西浦町、鬼崎町、三和村が合併し市制施行。常滑市となる。

## 学校
- 西浦町立南小学校　（現・常滑市立西浦南小学校）
- 西浦町立北小学校　（現・常滑市立西浦北小学校）
- 西浦町立西浦中学校　（統合され、現・常滑市立南陵中学校）

## その他
- 中部国際空港（セントレア）は、ほぼ旧・西浦町の対岸になる。ただし、名古屋鉄道空港線中部国際空港連絡鉄道橋、中部国際空港連絡道路（セントレアライン）セントレア大橋は旧・西浦町ではなく、旧・常滑町に架かっている。